# 9565 Tikhonov
9565 Tikhonov este un asteroid din centura principală de asteroizi.

## Descriere
9565 Tikhonov este un asteroid din centura principală de asteroizi. A fost descoperit pe 18 septembrie 1987 la Observatorul astrofizic din Crimeea de Liudmila Cernîh. Asteroidul prezintă o orbită caracterizată de o semiaxă mare de 2,34 ua, o excentricitate de 0,13 și o înclinație de 6,3° în raport cu ecliptica.